# Com una llebre acorralada
 Com una llebre acorralada (títol original en francès: La Course du lièvre a travers les champs ) és una pel·lícula franco-italiana de René Clément estrenada el 1972. Ha estat doblada al català.

## Argument
Per escapar als gitanos que l'acorralen, Tony es refugia a Montreal. Allà, és testimoni d'una revenja entre truans. Aquests últims tenen intenció d'eliminar-lo, però a poc a poc, integren el jove a la seva banda.

## Repartiment
- Jean-Louis Trintignant: Tony anomenat "Froggy", un home perseguit pels gitanos
- Robert Ryan: Charley, el cap des gangsters
- Aldo Ray: Mattone
- Lea Massari: Sugar
- Jean Gaven: Rizzio
- Daniel Breton: Paul
- Tisa Farrow: Pepper
- André Lawrence: el cap dels gitanos
- Nadine Nabokov: Mademoiselle Isola, la majorette
- Don Arres: Mastragos
- Jean Coutu: L'inspector
- Jean-Marie Lemieux: Lester
- Louis Aubert: Renner
- Michel Maillot: Un gitano
- Robert Party: Mac Carthy
- Nicole Desailly: La infermera
- Martine Ferrière: La boja a la infermeria
- Germaine de France: La vella al telèfon
- Béatrice Belthoise
- Mario Verdon
- Emmanuelle Béart: La noieta que menja pastís de poma (No surt als crèdits)